# Cam bù

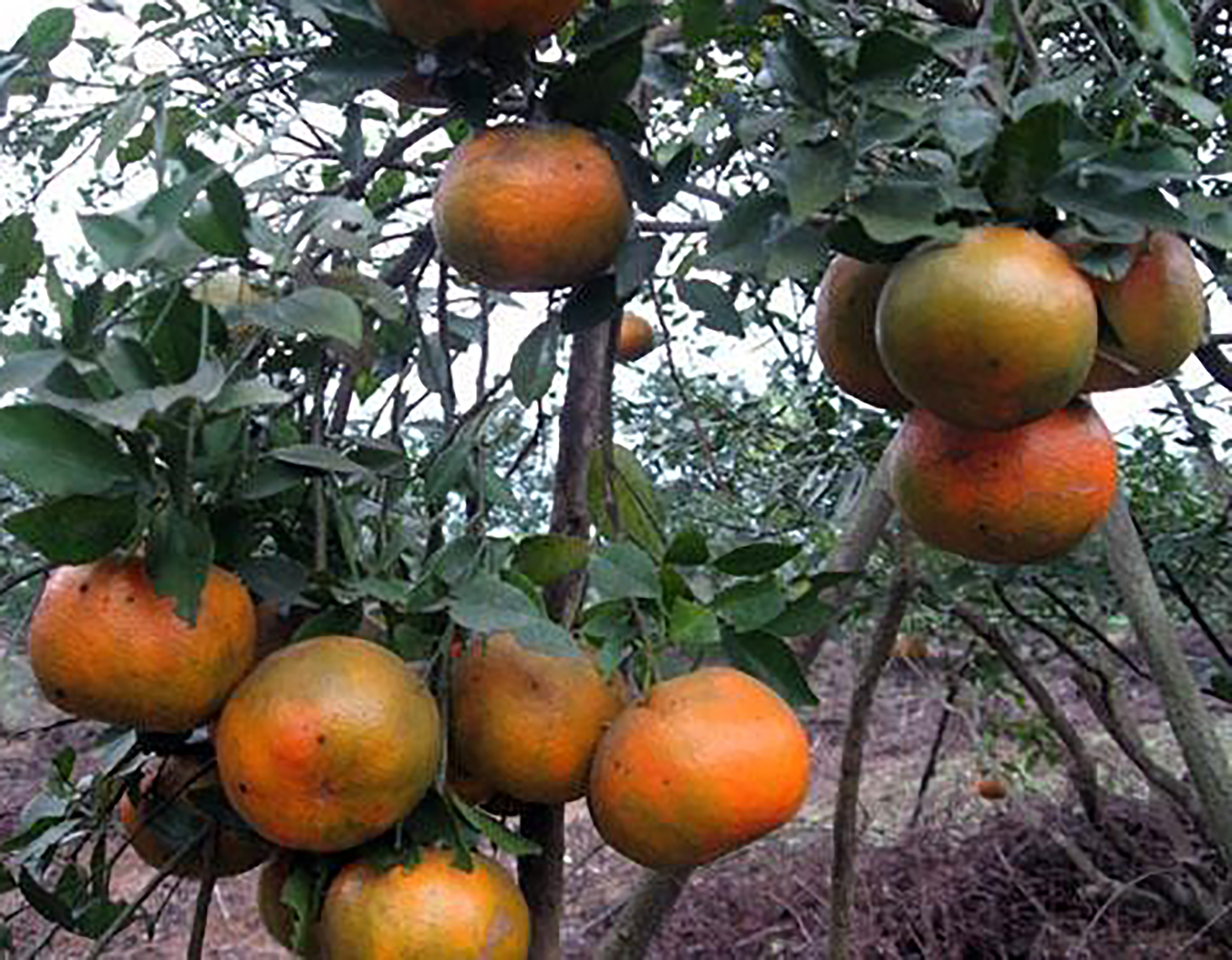
Cam bù Hương Sơn

Cam bù là một loại trái cây đặc sản của huyện Hương Sơn, chúng là một giống cây trồng Việt Nam. 

## Đặc điểm
Cam bù thường bắt đầu ra hoa vào mùa xuân và chín vào dịp Tết Nguyên Đán. Cam có quả hình cầu, vỏ dày và mọng nước, lúc chín vỏ màu da cam rất đẹp. Mùi của cam rất thơm và hấp dẫn với mùi đặc trưng của vỏ cam. Trọng lượng trung bình mỗi quả từ 250 ÷ 300g, có quả đạt hơn 1,2 kg. Cam bù được trồng ở hầu hết các xã của huyện Hương Sơn nhưng trồng nhiều nhất ở các xã Sơn Bằng, Sơn Trung, Kim Hoa, Sơn Phú, Sơn Hàm, Sơn Trường, Sơn Hồng, Sơn Tây, Sơn Thọ. Vì thu hoạch vào đúng dịp Tết Nguyên Đán nên cam bù có giá trị rất cao và đem lại nguồn thu kinh tế lớn cho người dân địa phương.

## Hình ảnh cam bù

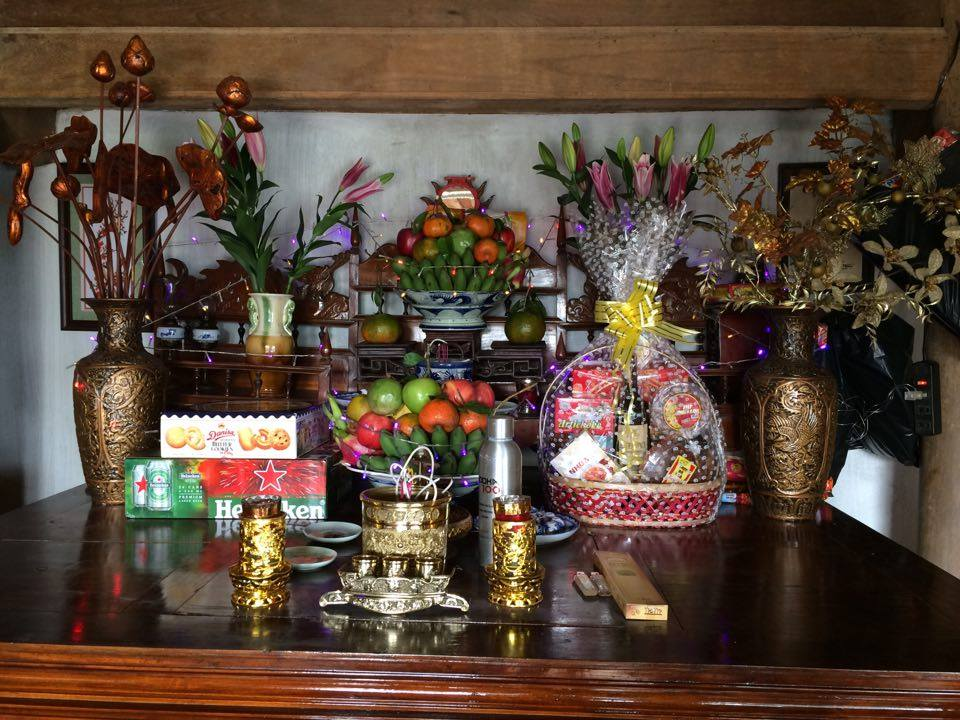
Hình ảnh quả cam bù được thờ vào dịp Tết Nguyên Đán.
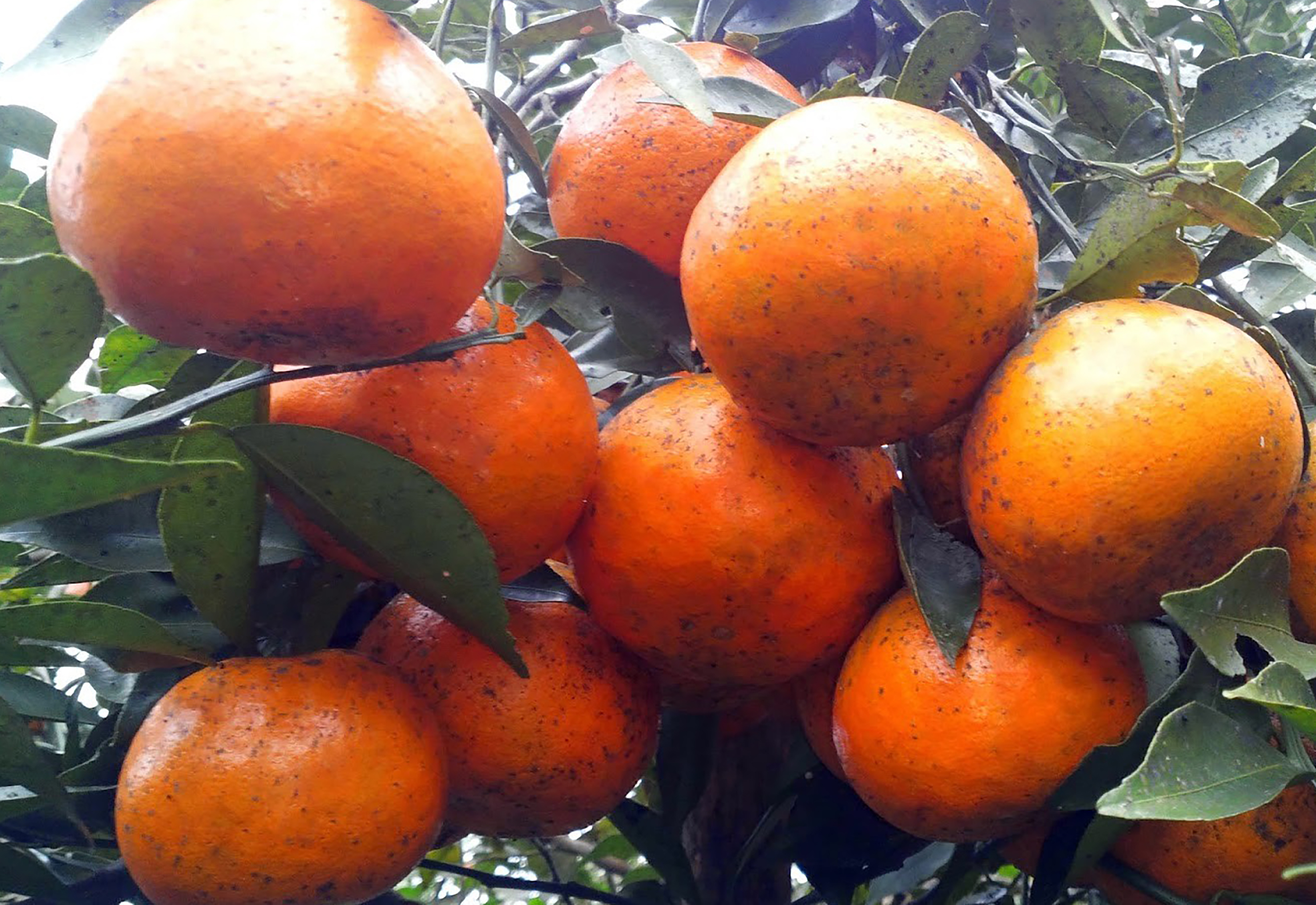
Cam bù Hương Sơn
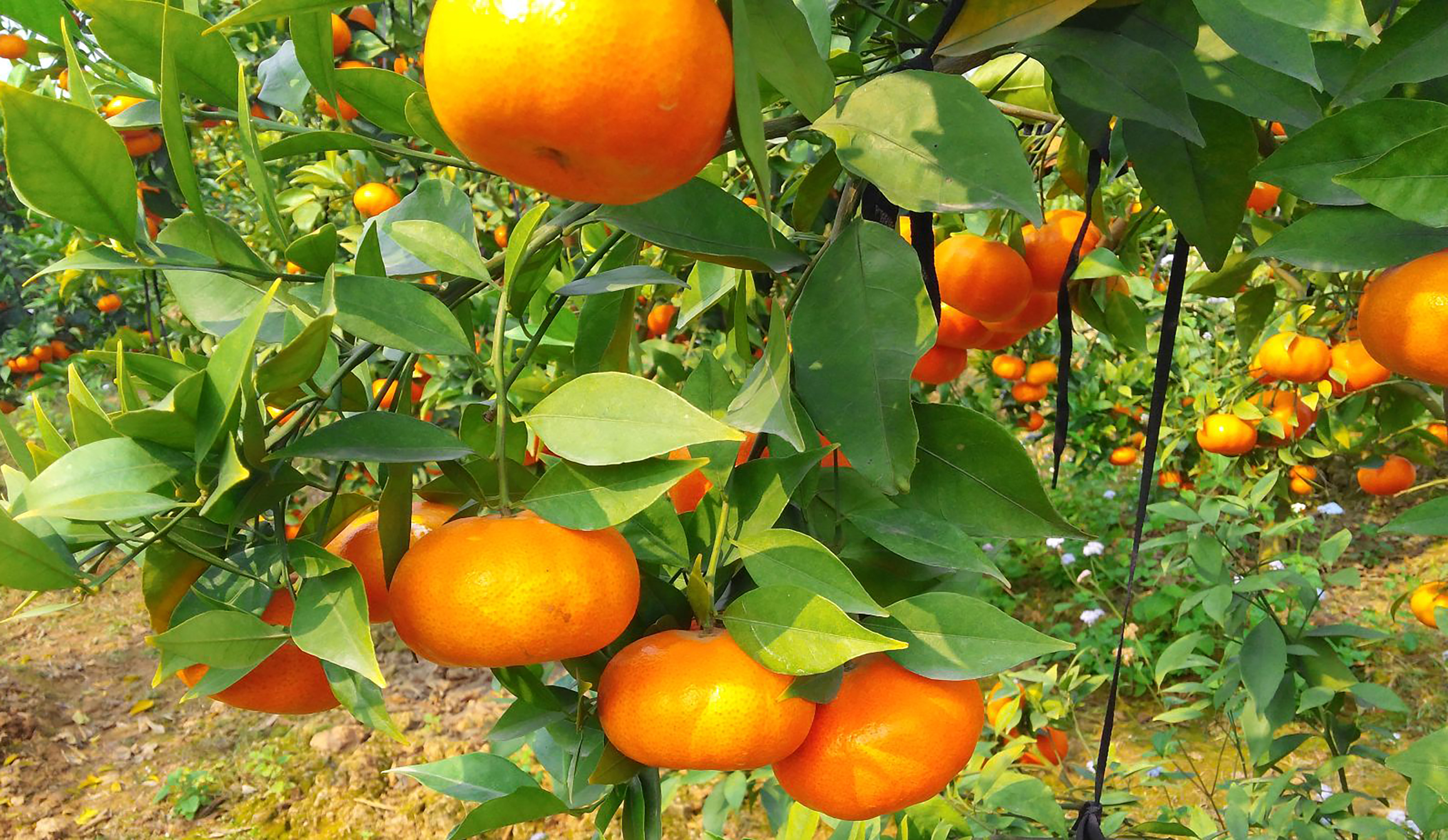
Cam bù Hương Sơn chín màu vàng da cam.
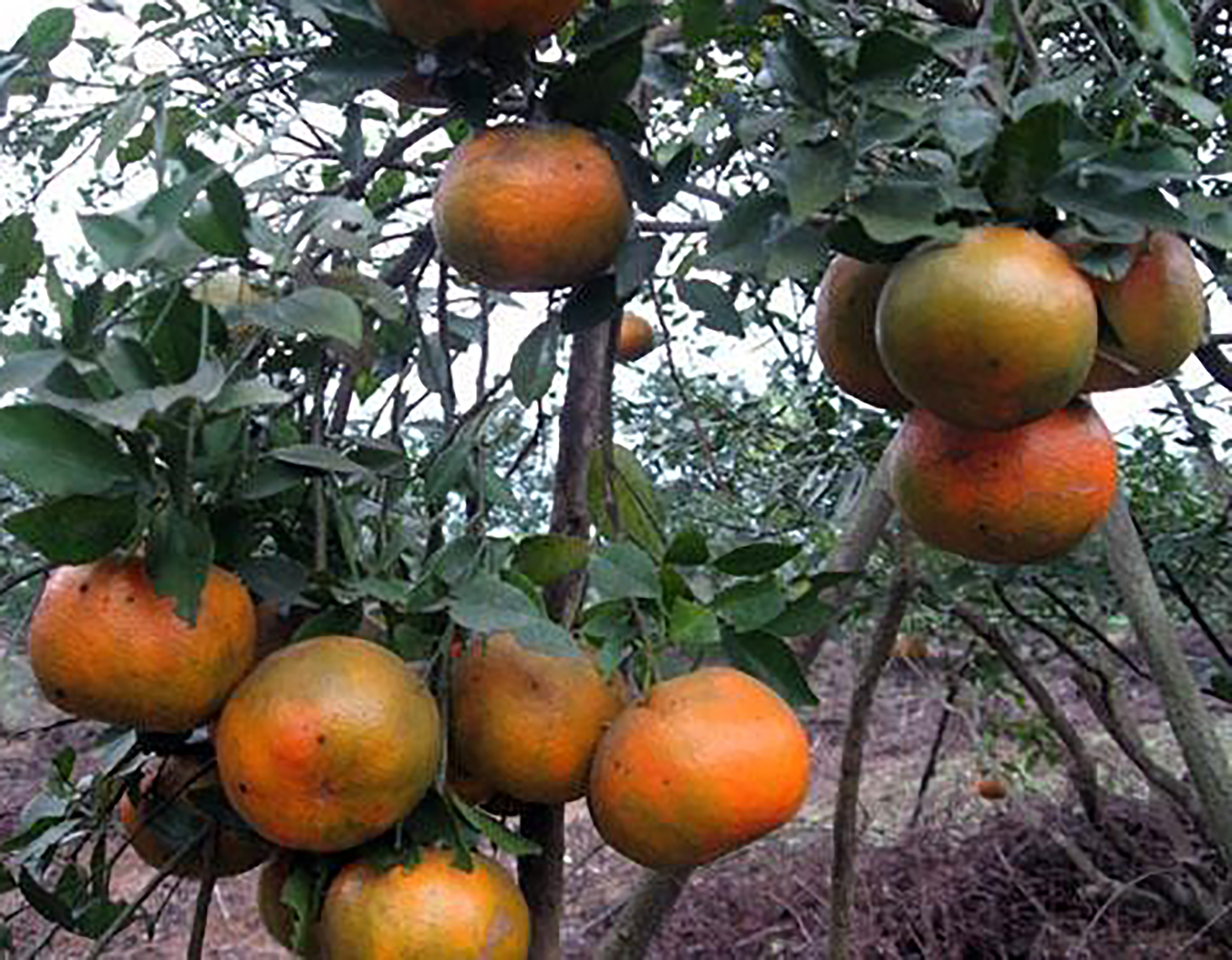
Chống đỡ, gia cố cành cho Cam bù Hương Sơn.